# Список 100 найкращих фільмів в історії українського кіно
100 найкращих фільмів в історії українського кіно — це рейтинг 100 найкращих фільмів за всю історію існування українського кінематографа. Рейтинг склали у червні 2021 року в результаті опитування представників національної та міжнародної кінокритичної спільноти Національним центром Олександра Довженка.

## Механізм підрахунку
В опитуванні взяли участь кінокритики, кінознавці та фестивальні куратори, зокрема
- Петро Багров,
- Олег Батурін,
- Станіслав Битюцький,
- Дмитро Бондарчук,
- Лариса Брюховецька,
- Ольга Брюховецька,
- Денис Буданов,
- Оксана Булґакова,
- Олег Вергеліс,
- Антельм Відо,
- Володимир Войтенко,
- Юрій Володарський,
- Оксана Волошенюк,
- Лук'ян Галкін,
- Віктор Глонь,
- Ірина Гордійчук,
- Любомир Госейко,
- Ігор Грабович,
- Олександр Гусєв,
- Анна Дацюк,
- Тетяна Дашкова,
- Дмитро Десятерик,
- Богдан Жук,
- Світлана Зінов'єва,
- Ірина Зубавіна,
- Юлія Коваленко,
- Іван Козленко,
- Олена Коркодим,
- Арсеній Князьков,
- Аксиня Куріна,
- Юлія Кузнєцова,
- Олексій Кучанський,
- Настя Лях,
- Алекс Малишенко,
- Євген Марголіт,
- Станіслав Мензелевський,
- Валерій Мирний,
- Володимир Миславський,
- Наталія Мусієнко,
- Оксана Мусієнко,
- Богдан Небесьо,
- Міла Новікова,
- Анна Онуфрієнко,
- Альона Пензій,
- Олексій Першко,
- Сергій Першко,
- Ярослав Підгора-Гвяздовський,
- Олексій Радинський,
- Ольга Райтер,
- Роман Росляк,
- Олексій Росовецький,
- Юрій Самусенко,
- Оксана Саркісова,
- Роксоляна Свято,
- Наталя Серебрякова,
- Ольга Скоморощенко,
- Катерина Сліпченко,
- Станіслав Сукненко,
- Олександр Телюк,
- Сергій Тримбач,
- Джошуа Фйорст,
- Антон Філатов,
- Андрій Халпахчі,
- Станіслав Цалик,
- Ганна Циба,
- Віталій Чернецький,
- Олена Чиченіна,
- Олег Чорний,
- Ігор Шестопалов,
- Алік Шпилюк,
- Богдан Шумилович.

Кожен із членів Спілки кінокритиків України та незалежних кіноекспертів складав власний список 10 найкращих українських фільмів у період від створення кінематографа до нашого часу. Під час підрахунку результатів враховувалися кількість згадувань та місце в списках респондентів. Найкращим фільмом опитування визначалася стрічка, яка отримала найбільшу кількість згадувань і найвище місце в рейтингах.
|  | «Це спроба нарешті сформувати канон того, чим є і чим було українське кіно протягом понад ста років свого існування. Фактично це список стрічок, рекомендованих до перегляду всім, хто цікавиться українським кінематографом», — зазначив керівник кіноархіву Довженко-Центру, співкоординатор проєкту Олександр Телюк. |

## Список 100 найкращих українських фільмів

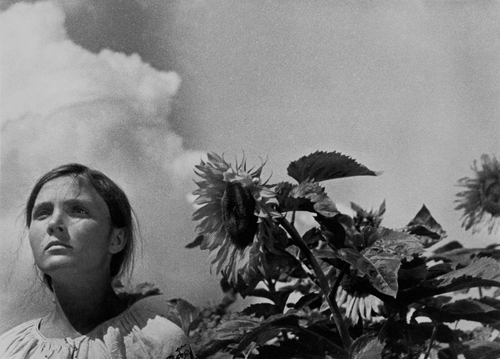
2-ге місце — «Земля» (реж. Олександр Довженко)

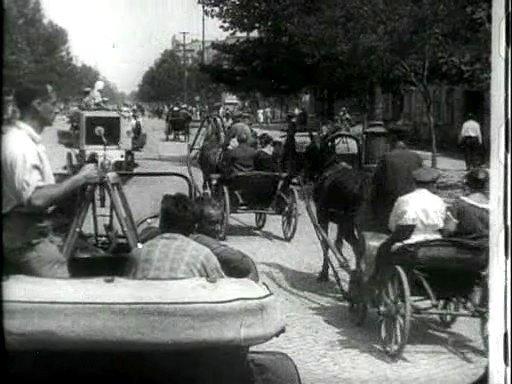
3-тє місце — «Людина з кіноапаратом» (Оператор Михаїл Кауфман на зніманні фільму)

| Місце  | Назва фільму                              | Рік       | Режисер                                         | Мова                                     | Джерело                       |
| ------ | ----------------------------------------- | --------- | ----------------------------------------------- | ---------------------------------------- | ----------------------------- |
| 1      | «Тіні забутих предків»                    | 1964      | Сергій Параджанов                               | українська                               | Takflix                       |
| 2      | «Земля»                                   | 1930      | Олександр Довженко                              | німий                                    | Довженко-Центр. Онлайн        |
| 3      | «Людина з кіноапаратом»                   | 1929      | Дзиґа Вертов                                    | німий                                    | Довженко-Центр. Онлайн        |
| 4      | «Плем'я»                                  | 2014      | Мирослав Слабошпицький                          | жестова мова                             |                               |
| 5      | «Камінний хрест»                          | 1968      | Леонід Осика                                    | українська                               | Довженко-Центр. Онлайн        |
| 6      | «Астенічний синдром»                      | 1989      | Кіра Муратова                                   | російська                                | YouTube / Одеська кіностудія  |
| 7      | «Польоти уві сні та наяву»                | 1982      | Роман Балаян                                    | російська                                | YouTube / Film-OK             |
| 8      | «Білий птах з чорною ознакою»             | 1970      | Юрій Іллєнко                                    | українська                               | ТИТР                          |
| 9      | «Довгі проводи»                           | 1971      | Кіра Муратова                                   | російська                                | YouTube / Одеська кіностудія  |
| 10     | «Вавилон XX»                              | 1979      | Іван Миколайчук                                 | українська                               | Довженко-Центр. Онлайн        |
| 11     | «Атлантида»                               | 2019      | Валентин Васянович                              | українська                               | Megogo                        |
| 12     | «Пропала грамота»                         | 1972      | Борис Івченко                                   | українська                               | Довженко-Центр. Онлайн        |
| 13     | «Короткі зустрічі»                        | 1967      | Кіра Муратова                                   | російська                                |                               |
| 14     | «Донбас»                                  | 2018      | Сергій Лозниця                                  | російська                                | Megogo                        |
| 15     | «Навесні»                                 | 1929      | Михайло Кауфман                                 | німий                                    | Довженко-Центр. Онлайн        |
| 16     | «В бій ідуть тільки «старики»»            | 1973      | Леонід Биков                                    | російська                                | YouTube / Film-OK             |
| 17     | «За двома зайцями»                        | 1961      | Віктор Іванов                                   | українська, суржик, російська            | Довженко-Центр. Онлайн        |
| 18     | «Пригоди капітана Врунгеля»               | 1976-1979 | Давид Черкаський                                | російська                                |                               |
| 19     | «Звенигора»                               | 1927      | Олександр Довженко                              | німий                                    | Довженко-Центр. Онлайн        |
| 20     | «Мої думки тихі»                          | 2019      | Антоніо Лукіч                                   | українська                               | Takflix                       |
| 21     | «Криниця для спраглих»                    | 1965      | Юрій Іллєнко                                    | українська                               |                               |
| 22     | «Щастя моє»                               | 2010      | Сергій Лозниця                                  | російська                                |                               |
| 23.    | «Varta 1, Львів, Україна»                 | 2015      | Юрій Грицина                                    | українська                               |                               |
| 24     | «Совість»                                 | 1968      | Володимир Денисенко                             | українська                               |                               |
| 25     | «Хліб»                                    | 1929      | Микола Шпиковський                              | німий                                    | Довженко-Центр. Онлайн        |
| 26     | «Суворий юнак»                            | 1935      | Абрам Роом                                      | російська                                |                               |
| 27     | «Арсенал»                                 | 1929      | Олександр Довженко                              | німий                                    | Довженко-Центр. Онлайн        |
| 28     | «Ентузіязм (Симфонія Донбасу)»            | 1930      | Дзиґа Вертов                                    | російська                                | Довженко-Центр. Онлайн        |
| 29     | «Райдуга»                                 | 1943      | Марк Донськой                                   | російська, українська, грузинська        |                               |
| 30     | «Прометей»                                | 1935      | Іван Кавалерідзе                                | російська                                | Довженко-Центр. Онлайн        |
| 31     | «Шкурник»                                 | 1929      | Микола Шпиковський                              | німий                                    | Довженко-Центр. Онлайн        |
| 32     | «Я та інші»                               | 1971      | Фелікс Соболєв                                  | російська                                |                               |
| 33     | «Вечір на Івана Купала»                   | 1968      | Юрій Іллєнко та Людмила Колесник                | українська                               | Довженко-Центр. Онлайн        |
| 34     | «Земля блакитна, ніби апельсин»           | 2020      | Ірина Цілик                                     | російська                                | Takflix                       |
| 35     | «Майдан»                                  | 2014      | Сергій Лозниця                                  | українська                               |                               |
| 36     | «Молитва за гетьмана Мазепу»              | 2001      | Юрій Іллєнко                                    | українська                               | Takflix                       |
| 37-38  | «Присмерк»                                | 2014      | Валентин Васянович                              | українська                               |                               |
| 37-38  | «Вулкан»                                  | 2018      | Роман Бондарчук                                 | українська                               | Takflix                       |
| 39     | «Енеїда»                                  | 1991      | Володимир Дахно                                 | українська                               | YouTube / Ukrainian Animation |
| 40     | «Назви своє ім'я»                         | 2006      | Сергій Буковський                               | українська                               |                               |
| 41     | «Я люблю»                                 | 1936      | Леонід Луков                                    | російська                                |                               |
| 42     | «Військово-польовий роман»                | 1983      | Петро Тодоровський                              | російська                                |                               |
| 43     | «Бумбараш»                                | 1971      | Микола Рашеєв, Абрам Народицький                | російська                                |                               |
| 44     | «Жива ватра»                              | 2014      | Остап Костюк                                    | українська                               | Takflix                       |
| 45     | «Весна на Зарічній вулиці»                | 1956      | Марлен Хуциєв, Фелікс Миронер                   | російська                                |                               |
| 46-48  | «Перший поверх»                           | 1990      | Ігор Мінаєв                                     | російська                                |                               |
| 46-48  | «Коліївщина»                              | 1933      | Іван Кавалерідзе                                | українська                               | Довженко-Центр. Онлайн        |
| 46-48  | «Два дні»                                 | 1927      | Георгій Стабовий                                | російська                                |                               |
| 49-50  | «Чорнобиль. Хроніка важких тижнів»        | 1986      | Володимир Шевченко                              | російська                                |                               |
| 49-50  | «Острів скарбів»                          | 1986-1988 | Давид Черкаський                                | російська                                |                               |
| 51     | «Чутливий міліціонер»                     | 1992      | Кіра Муратова                                   | російська                                |                               |
| 52     | «Йшов трамвай дев'ятий номер»             | 2002      | Степан Коваль                                   | українська                               |                               |
| 53     | «Та, що входить у море»                   | 1965      | Леонід Осика                                    | німий                                    | Довженко-Центр. Онлайн        |
| 54-55  | «Шамара»                                  | 1994      | Наталія Андрійченко                             | російська                                |                               |
| 54-55  | «Така пізня, така тепла осінь»            | 1981      | Іван Миколайчук                                 | українська                               |                               |
| 56     | «Українські шерифи»                       | 2015      | Роман Бондарчук                                 | російська, українська                    |                               |
| 57     | «Сім кроків за обрій»                     | 1968      | Фелікс Соболєв                                  | російська                                |                               |
| 58     | «Ордер на арешт»                          | 1926      | Георгій Тасін                                   | німий                                    |                               |
| 59-60  | «Дорогою ціною»                           | 1957      | Марк Донськой                                   | російська                                | Довженко-Центр. Онлайн        |
| 59-60  | «Додому»                                  | 2019      | Наріман Алієв                                   | кримськотатарська, українська, російська |                               |
| 61     | «Королева бензоколонки»                   | 1962      | Олексій Мішурин, Микола Літус                   | російська                                |                               |
| 62     | «Поцілунок»                               | 1983      | Роман Балаян                                    | російська                                |                               |
| 63     | «Три історії»                             | 1997      | Кіра Муратова                                   | російська                                |                               |
| 64     | «Тлумачення сновидінь»                    | 1990      | Андрій Загданський                              | російська                                |                               |
| 65-67  | «Приятель небіжчика»                      | 1997      | В'ячеслав Криштофович                           | російська                                |                               |
| 65-67  | «З нудьги»                                | 1967      | Артур Войтецький                                | російська                                |                               |
| 65-67  | «Розпад»                                  | 1990      | Михайло Бєліков                                 | російська                                |                               |
| 68-70  | «Рябий пес, що біжить краєм моря»         | 1990      | Карен Геворкян                                  | російська                                |                               |
| 68-70  | «Подорожні»                               | 2005      | Ігор Стрембіцький                               | російська, суржик                        |                               |
| 68-70  | «Кисневий голод»                          | 1991      | Андрій Дончик                                   | російська                                |                               |
| 71     | «Наш чесний хліб»                         | 1964      | Кіра Муратова та Олександр Муратов              | російська                                |                               |
| 72     | «До побачення, синефіли»                  | 2014      | Станіслав Битюцький                             | українська                               |                               |
| 73     | «Сергій Параджанов. Відвідини»            | 1994      | Анатолій Сирих                                  | російська                                |                               |
| 74     | «Нічний візник»                           | 1927      | Георгій Тасін                                   | німий                                    |                               |
| 75-80  | «Мамай»                                   | 2003      | Олесь Санін                                     | українська                               |                               |
| 75-80  | «Засипле сніг дороги…»                    | 2004      | Євген Сивокінь                                  | німий                                    |                               |
| 75-80  | «Відлюдько»                               | 1977      | Роман Балаян                                    | російська                                |                               |
| 75-80  | «Явних проявів немає»                     | 2017      | Аліна Горлова                                   | російська                                |                               |
| 75-80  | «Співає Івано-Франківськтеплокомуненерго» | 2019      | Надія Парфан                                    | українська                               | Takflix                       |
| 75-80  | «Настроювач»                              | 2004      | Кіра Муратова                                   | російська                                |                               |
| 81     | «Липневі грози»                           | 1989-1991 | Анатолій Карась, Віктор Шкурин                  | російська                                |                               |
| 82     | «Кіборги»                                 | 2017      | Ахтем Сеітаблаєв                                | російська, українська                    |                               |
| 83     | «Гамер»                                   | 2011      | Олег Сенцов                                     | російська                                |                               |
| 84-85  | «Як козаки…»                              | 1967-1995 | Володимир Дахно                                 | українська, російська                    |                               |
| 84-85  | «Тато — Мамин брат»                       | 2017      | Вадим Ільков                                    | російська                                |                               |
| 86     | «Припутні»                                | 2017      | Аркадій Непиталюк                               | суржик, українська                       |                               |
| 87     | «Цвітіння кульбаби»                       | 1992      | Олександр Ігнатуша                              | російська, українська                    |                               |
| 88-89  | «Ефект присутності»                       | 2004      | Леонід Павловський                              | російська                                |                               |
| 88-89  | «В. Сильвестров»                          | 2019      | Сергій Буковський                               | українська                               | ТИТР                          |
| 90-94  | «Освідчення в любові»                     | 1966      | Роллан Сергієнко                                | російська                                |                               |
| 90-94  | «Небувалий похід»                         | 1931      | Михайло Кауфман                                 | німий                                    | Довженко-Центр. Онлайн        |
| 90-94  | «Лист до Америки»                         | 1999      | Кіра Муратова                                   | російська                                |                               |
| 90-94  | «Крізь сльози»                            | 1928      | Григорій Гричер                                 | їдиш                                     |                               |
| 90-94  | «Пам'ятай (Ізгой)»                        | 1990      | Володимир Савельєв                              | російська                                |                               |
| 95-100 | «Сон»                                     | 1964      | Володимир Денисенко                             | українська                               |                               |
| 95-100 | «Сильніше, ніж зброя»                     | 2017      | Володимир Тихий та творче об'єднання BABYLON'13 | російська                                | YouTube / BABYLON'13          |
| 95-100 | «Рівень чорного»                          | 2017      | Валентин Васянович                              | німий                                    |                               |
| 95-100 | «Лагідна»                                 | 2017      | Сергій Лозниця                                  | російська                                |                               |
| 95-100 | «Біосфера! Час усвідомлення»              | 1974      | Фелікс Соболєв                                  | російська                                |                               |
| 95-100 | «Аероград»                                | 1935      | Олександр Довженко                              | російська                                |                               |

## Аналітика
Найбільше фільмів зі списку 100 найкращих фільмів в історії українського кіно було знято 2016 року (6), а також у 1929, 1990, 2014 та 2019 роках (по 5). Найпродуктивнішими десятиліттями стали 2010-ті роки (знято 23 фільми) та 1990-ті роки (18), а також 1960-ті роки (16). За часів української незалежності було знято 45 зі 100 фільмів.

### За режисерами

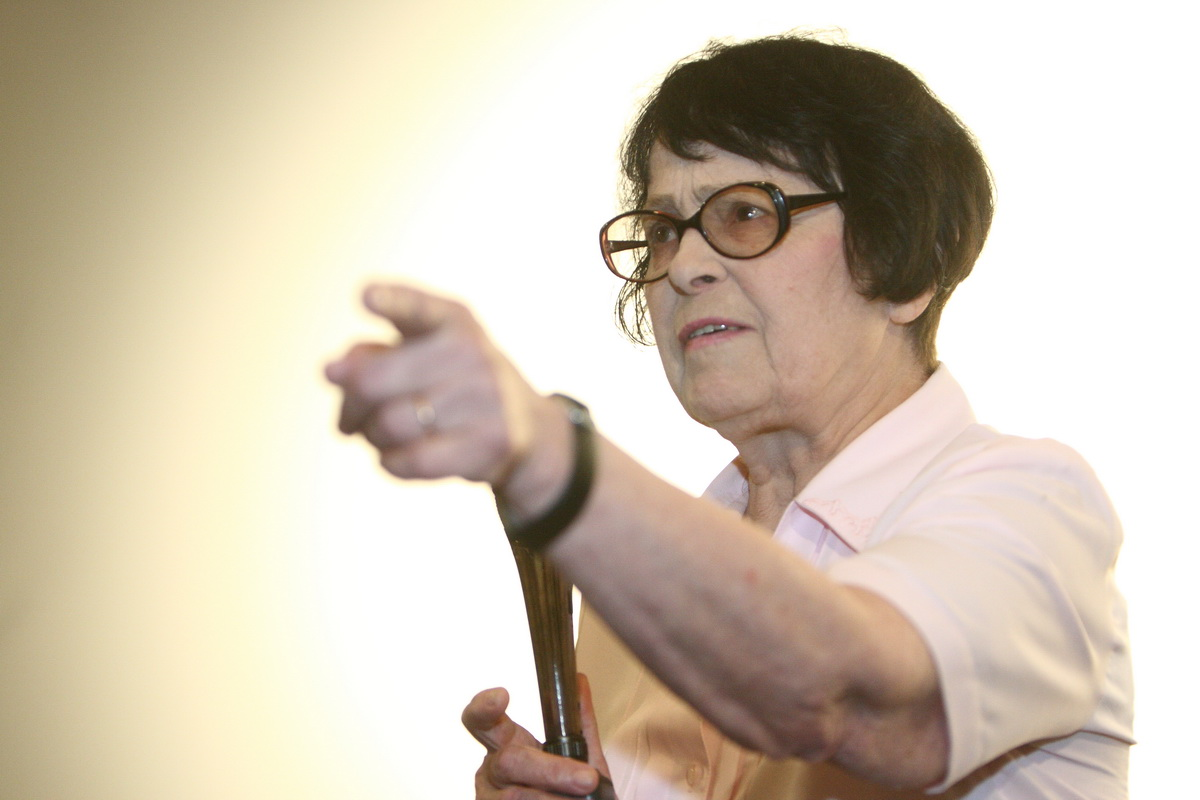
Українська кінорежисерка Кіра Муратова (1934—2018) зняла найбільше фільмів (8), що увійшли до ТОП-100

Режисери, які зняли три та більше фільмів із рейтингу: 

- Жирним шрифтом виділено фільми, які увійшли до списку 10 найкращих.

| 8 фільмів            | 8 фільмів |
| -------------------- | --- |
| • Кіра Муратова      | «Наш чесний хліб» (1964), «Короткі зустрічі» (1967), «Довгі проводи» (1971), «Астенічний синдром» (1989), «Чутливий міліціонер» (1992), «Три історії» (1997), «Лист до Америки» (1999), «Настроювач» (2004) |
| 4 фільми             | |
| • Олександр Довженко | «Звенигора» (1927), «Арсенал» (1929), «Земля» (1930), «Аероград» (1935) |
| • Юрій Іллєнко       | «Криниця для спраглих» (1965), «Вечір на Івана Купала» (1968), «Білий птах з чорною ознакою» (1970), «Молитва за гетьмана Мазепу» (2001)                                                                    |
| • Сергій Лозниця     | «Щастя моє» (2010), «Майдан» (2014), «Лагідна» (2017), «Донбас» (2018) |
| 3 фільми             | |
| • Роман Балаян       | «Відлюдько» (1977), «Польоти уві сні та наяву» (1982), «Поцілунок» (1983) |
| • Валентин Васянович | «Присмерк» (2014), «Рівень чорного» (2017), «Атлантида» (2019) |
| • Фелікс Соболєв     | «Сім кроків за обрій» (1968), «Я та інші» (1971), «Біосфера! Час усвідомлення» (1974) |

Загалом — 69 кінорежисерів.

### За роками
| Місце | Кількість | Рік  |
| ----- | --------- | ---- |
| 1     | 7         | 2017 |
| 2—5   | 5         | 1929 |
| 2—5   | 5         | 1990 |
| 2—5   | 5         | 2014 |
| 2—5   | 5         | 2019 |
| 6—11  | 3         | 1930 |
| 6—11  | 3         | 1935 |
| 6—11  | 3         | 1964 |
| 6—11  | 3         | 1967 |
| 6—11  | 3         | 1971 |
| 6—11  | 3         | 2004 |
| 12—22 | 2         | 1927 |
| 12—22 | 2         | 1965 |
| 12—22 | 2         | 1983 |
| 12—22 | 2         | 1986 |
| 12—22 | 2         | 1989 |
| 12—22 | 2         | 1991 |
| 12—22 | 2         | 1992 |
| 12—22 | 2         | 1994 |
| 12—22 | 2         | 1997 |
| 12—22 | 2         | 2015 |
| 12—22 | 2         | 2018 |